# Aaron White
Aaron White (Strongsville, 10 settembre 1992) è un cestista statunitense.

## Carriera
È stato selezionato dai Washington Wizards al secondo giro del Draft NBA 2015 (49ª scelta assoluta).
Dopo esperienze come professionista a Bonn, allo Zenit San Pietroburgo e nello Zalgiris Kaunas, nell'estate 2019 sigla un contratto biennale con l'Olimpia Milano.

## Statistiche

### College
| Anno      | Squadra       | PG  | PT  | MP   | TC%  | 3P%  | TL%  | RP  | AP  | PRP | SP  | PP   |
| --------- | ------------- | --- | --- | ---- | ---- | ---- | ---- | --- | --- | --- | --- | ---- |
| 2011-2012 | Iowa Hawkeyes | 35  | 14  | 23,8 | 50,4 | 27,9 | 69,9 | 5,7 | 0,9 | 0,9 | 0,7 | 11,1 |
| 2012-2013 | Iowa Hawkeyes | 38  | 38  | 29,2 | 46,8 | 22,7 | 74,8 | 6,2 | 1,3 | 1,1 | 0,7 | 12,8 |
| 2013-2014 | Iowa Hawkeyes | 33  | 33  | 28,1 | 58,4 | 25,8 | 80,7 | 6,7 | 1,8 | 1,0 | 0,6 | 12,8 |
| 2014-2015 | Iowa Hawkeyes | 34  | 34  | 31,5 | 52,1 | 35,6 | 81,9 | 7,3 | 1,4 | 1,3 | 0,5 | 16,4 |
| Carriera  | Carriera      | 140 | 119 | 28,1 | 51,7 | 28,1 | 77,3 | 6,4 | 1,4 | 1,1 | 0,6 | 13,3 |

### Eurolega
| Anno      | Squadra         | PG  | PT | MP   | TC%  | 3P%  | TL%  | RP  | AP  | PRP | SP  | PP  |
| --------- | --------------- | --- | -- | ---- | ---- | ---- | ---- | --- | --- | --- | --- | --- |
| 2017-2018 | Žalgiris Kaunas | 36  | 2  | 22,4 | 53,8 | 38,5 | 74,7 | 4,4 | 1,0 | 0,6 | 0,4 | 8,9 |
| 2018-2019 | Žalgiris Kaunas | 34  | 23 | 24,9 | 51,9 | 33,3 | 79,1 | 4,2 | 0,7 | 0,4 | 0,2 | 8,2 |
| 2019-2020 | Olimpia Milano  | 15  | 3  | 10,2 | 32,1 | 25,0 | 83,3 | 1,4 | 0,3 | 0,1 | 0,1 | 2,1 |
| 2020-2021 | Panathīnaïkos   | 33  | 17 | 22,4 | 50,0 | 36,5 | 80,6 | 4,0 | 1,0 | 0,5 | 0,2 | 7,3 |
| 2021-2022 | Stella Rossa    | 18  | 9  | 18,1 | 37,4 | 29,7 | 83,9 | 3,6 | 1,2 | 0,6 | 0,1 | 5,5 |
| Carriera  | Carriera        | 136 | 54 | 21,1 | 49,5 | 34,6 | 78,9 | 3,8 | 0,9 | 0,5 | 0,2 | 7,2 |

## Palmarès
- Campionato lituano: 2

Žalgiris Kaunas: 2017-18, 2018-19
- Campionato greco: 1

Panathīnaïkos: 2020-21
- Campionato serbo: 1

Stella Rossa: 2021-22
- Coppa di Lituania: 1

Žalgiris Kaunas: 2018
- Coppa di Grecia: 1

Panathīnaïkos: 2020-21
- Coppa di Serbia: 1

Stella Rossa: 2022
- Coppa Intercontinentale: 1

Canarias: 2020